# NURBS

NURBS-крива, створена в NX Shape Studio

Анімаційна версія

Неоднорідний раціональний B-сплайн, NURBS (англ. Non-uniform rational B-spline) — математична форма, що застосовується в комп'ютерній графіці для генерування та подання кривих та поверхонь. Як видно з назви, є частковим випадком B-сплайнів, причому, дуже поширеним через свою стандартизованість та відносну простоту.

## Історія
Розробку NURBS було розпочато в 1950-х роках інженерами, яким потрібно було математично точне подання поверхонь довільної форми (таких як корпуси кораблів, літаків, космічних апаратів та автомобілів) з можливістю точного копіювання та відтворення щоразу, коли це потрібно. До появи подань такого роду проектувальник створював одиничну фізичну (матеріальну) модель, котра й слугувала еталоном.
Піонером цих досліджень були французи П'єр Безьє, інженер з компанії Рено, та Поль де Кастельє, співробітник компанії Сітроен; працювали вони в один час незалежно один від одного. Однак, оскільки Безьє опублікував результати своєї роботи, більшість обізнаних з комп'ютерною графікою знають про сплайни — криві, що задаються контрольними точками, — саме через сплайни Безьє; тоді як ім'я де Кастельжо згадується лише разом з алгоритмами, котрі він винайшов для обчислення параметричних поверхонь. У 1960-х було встановлено, що нерівномірні раціональні B-сплайни є узагальненням сплайнів Безьє, які можна визначити як рівномірні раціональні B-сплайни.
Спочатку NURBS використовували лише у комерційних CAD-системах для автомобільних компаній. Пізніше вони стали невід'ємною частиною стандартних пакетів програм для комп'ютерної графіки.
Інтерактивне вимальовування кривих та поверхонь NURBS у реальному часу стало вперше доступним на робочих станціях Silicon Graphics у 1989 році. У 1993 невелика компанія CAS Berlin, що співробітничала з Берлінським технічним університетом, розробила перший інтерактивний редактор NURBS для персональних комп'ютерів, названий NöRBS. Сьогодні більшість професійних програм для комп'ютерної графіки можуть працювати з NURBS, що здебільшого реалізується включенням до цих програм NURBS-рушія, розробленого спеціалізованою компанією.